# Oued Sabah
Oued Sabah ou Oued Sebbah (em árabe: وادى الصباح) é um município localizado na província de Aïn Témouchent, no noroeste da Argélia. Em 2010, sua população era de 10 905 habitantes.